# لورن کارلینی
لورن کارلینی (انگلیسی: Lauren Carlini؛ زادهٔ ۲۸ فوریهٔ ۱۹۹۵) بازیکن والیبال اهل ایالات متحده آمریکا است.
از باشگاه‌هایی که در آن بازی کرده‌است می‌توان به باشگاه والیبال زنان دینامو مسکو و آگیل والی اشاره کرد.